# Cantón de Rosporden
El cantón de Rosporden era una división administrativa francesa, que estaba situada en el departamento de Finisterre y la región de Bretaña.

## Composición
El cantón estaba formado por cuatro comunas:
- Elliant
- Rosporden
- Saint-Yvi
- Tourch

## Supresión del cantón de Rosporden
En aplicación del Decreto nº 2014-151 de 13 de febrero de 2014, el cantón de Rosporden fue suprimido el 22 de marzo de 2015 y sus 4 comunas pasaron a formar parte del nuevo cantón de Concarneau.